# Dmitri Anatoljewitsch Blinow
Dmitri Anatoljewitsch Blinow (russisch Дмитрий Анатольевич Блинов; * 25. Mai 1987 in Ustinow) ist ein russischer Biathlet.
Dmitri Blinow gab sein internationales Debüt im Rahmen der Juniorenrennen der Sommerbiathlon-Weltmeisterschaften 2006 in Ufa, bei denen er auf Rollski hinter Pawel Magasejew die Silbermedaille im Sprint gewann und in der Verfolgung eine weitere Medaille als Viertplatzierter knapp verpasste. In der folgenden Saison nahm er an den Juniorenrennen der Biathlon-Europameisterschaften 2007 in Bansko teil und wurde dort 19. des Einzels, 29. des Sprints, 20. der Verfolgung und gewann Timur Abashev, Anton Schipulin und Wiktor Wassiljew den Titel im Staffelrennen. Erneut erfolgreich verliefen die Sommerbiathlon-Weltmeisterschaften 2007 der Junioren in Otepää, wo er hinter Krassimir Anew sowohl im Sprint wie auch in der Verfolgung die Silbermedaillen gewann. Auch bei den Biathlon-Juniorenweltmeisterschaften 2008 in Langdorf gewann Blinow mit Magasejew, Schipulin und Wassiljew den Staffeltitel. Zudem wurde er hinter Jean-Guillaume Béatrix und Schipulin Dritter des Einzels, 12. des Sprints und Elfter der Verfolgung. Auch bei den Juniorenrennen der Biathlon-Europameisterschaften 2008 Nové Město na Moravě gewann der Russe mit seinen Mitstreitern der WM-Staffel den Titel und wurde Elfter des Sprints und Zehnter der Verfolgung. Letztes Großereignis bei den Junioren wurden für Blinow die Sommerbiathlon-Weltmeisterschaften 2008 in der Haute-Maurienne. Auch dort gewann er in der Mixed-Staffel mit Irina Maximowa, Walentina Nasarowa und Wassiljew den Titel und kam im Sprint auf den sechsten, im Verfolger auf den fünften Platz.
Nachdem Blinow den Übergang in den Leistungsbereich nicht sofort geschafft hatte, konnte er nach einem Jahr seine nächsten internationalen Einsätze, nun bei den Männern absolvieren. Zum Ende der Saison 2009/10 debütierte er in Pokljuka im IBU-Cup und gewann schon im ersten Sprint als 31. Punkte. Zwei Tage später erreichte er an selber Stelle erneut bei einem Sprint mit Rang zwei hinter Daniel Graf seine erste Podiumsplatzierung und gleichzeitig seine bislang beste Platzierung in der Rennserie.